# Равенсбург
Ра́венсбург (нім. Ravensburg [ʁa ː vn̩sbʊʁk] або [ʁa ː fn̩sbʊʁk], алем. Raveschburg [ʁa ː v̊əʃb̥ʊʁg̊]) — місто в Німеччині, районний центр, розташоване в землі Баден-Вюртемберг.
Підпорядковане адміністративному округу Тюбінген. Входить до складу району Равенсбург. Підпорядковується управлінню Міттлерес Шуссенталь. Населення становить 50 623 особи (на 31 грудня 2018 року). Займає площу 92,04 км². Офіційний код — 08 4 36 064.
Місто поділяється на 4 міських райони.

## Історія
Перша документальна згадка про місто належить до 1088 року. Вважається, що місто заснував граф Вельф II Альторофський, що помер 1030 року. З 1180 року місто належало Гогенштауфенам. 1276 року Равенсбург отримав права вільного міста, яке втратив 1803 року. 1331 року Равенсбург приєднався до союзу швабських міст, з 1803 належав Баварії, 1810 року перейшов до Вюртембергу.

## Пам'ятки
З оглядових майданчиків невеликого замку Файтсбург і церкви Святої Христини видно більшу частину міста, а також Альпи на півдні. Старовинна ратуша, пам'ятник Вільгельму I. Історичний центр міста багатий давніми будівлями. Місто знамените своїми вежами, збереглися також частини фортечного муру.
У місті діє Равенсбурзький художній музей.

## Економіка
У Равенсбурзі розвинене машинобудування, знаходиться завод кондитерських виробів «Текрум» та видавництво дитячої літератури «Равенсбургер», відоме зокрема своїми пазлами.
У місті знаходиться Лікарня Обершвабен.

## Транспорт
Місто має залізничну станцію на лінії Ульм–Фрідріхсгафен. Електрифікація даної ділянки розпочалася 2019-го року.
Через місто проходять автошляхи  (центр),  (південь) і  (захід; будівництво розширеної ділянки об'їзду завершується 2019-го року).

## Міста-побратими

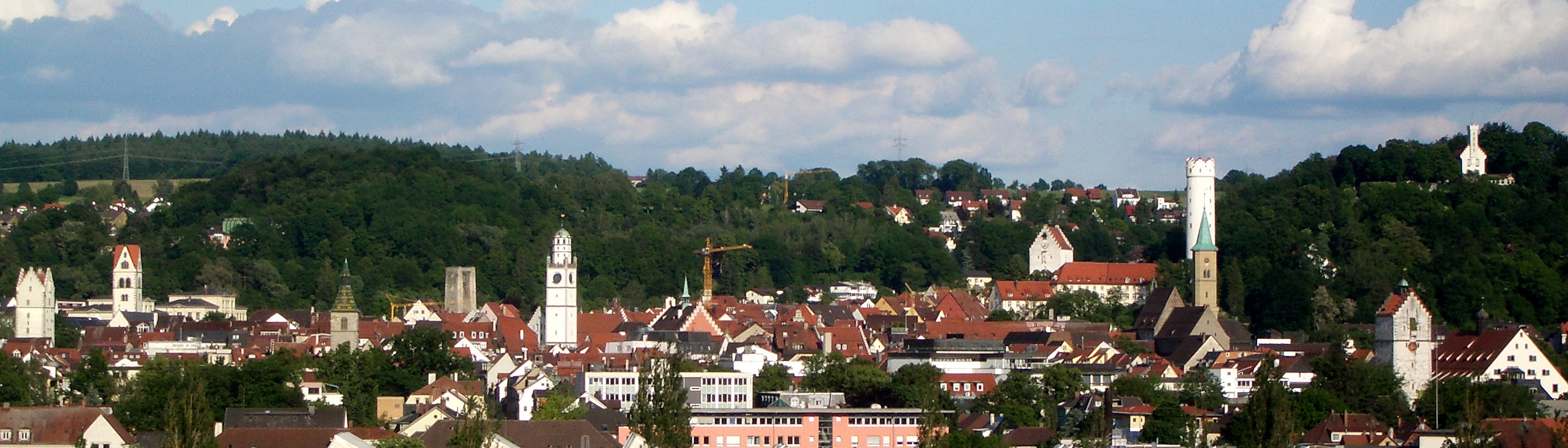
панорама міста

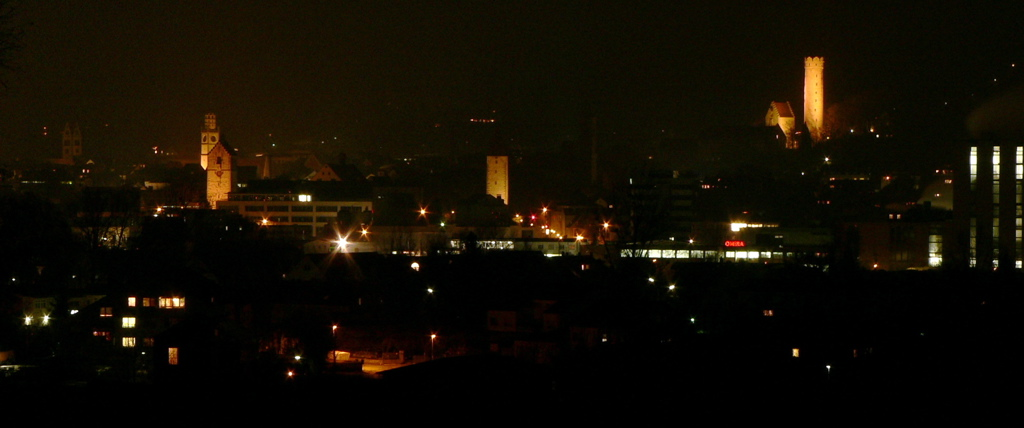
місто вночі

У Равенсбурга є  міста-побратими:
- Берестя  Білорусь
- Вараждин  Хорватія
- Косвіг  Німеччина
- Монтелімар  Франція
- Риволі  Італія
- Абердер  Велика Британія